# San Pietro di Golgo

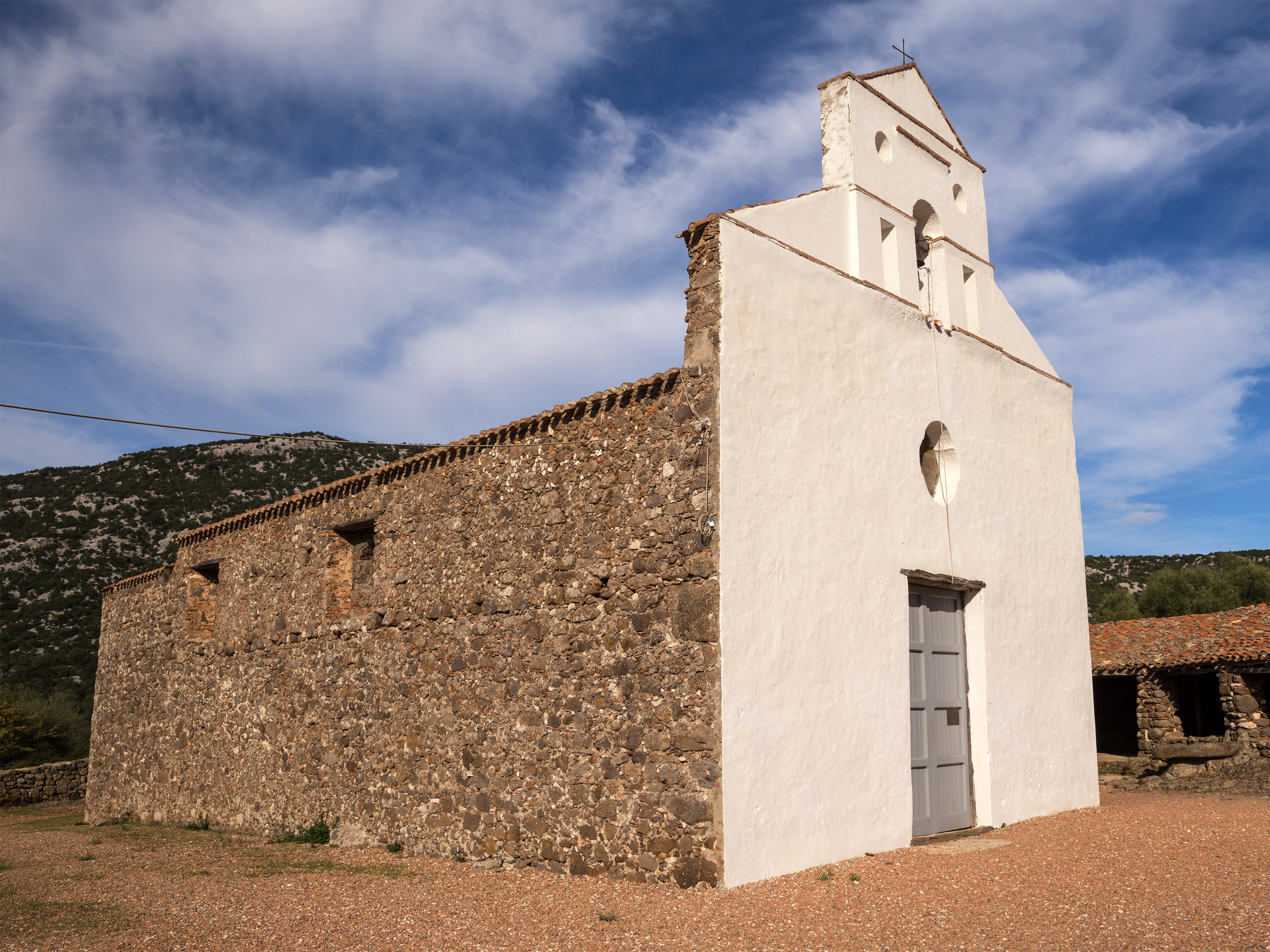
San Pietro di Golgo

Die kleine Wallfahrtskirche San Pietro di Golgo (um 1800 noch Santu Pedru Golgo genannt) liegt oberhalb von Baunei auf einer Hochfläche Su Golgo aus Basaltlava, in der Provinz Ogliastra auf Sardinien. Vor der Kirche steht ein menschengesichtiger Baitylos.
Sie ist umgeben von einer Anzahl Monistenes (auch Cumbessias genannt = Pilgerhütten), wie sie unter anderem bei den mehrtägigen Festen am Ipogeo di San Salvatore stehen und beim Festa di San Francesco in Lula und bei San Antonio Abate in Orosei bezogen werden. Früher gab es sie auch bei San Mauro, in Sorgono, wo sogar ein Palio stattfand, und am Santuario di San Priamo.
Auf dem Vorplatz steht einer der wenigen sardische Baitylos mit Antlitz.

## Literatur

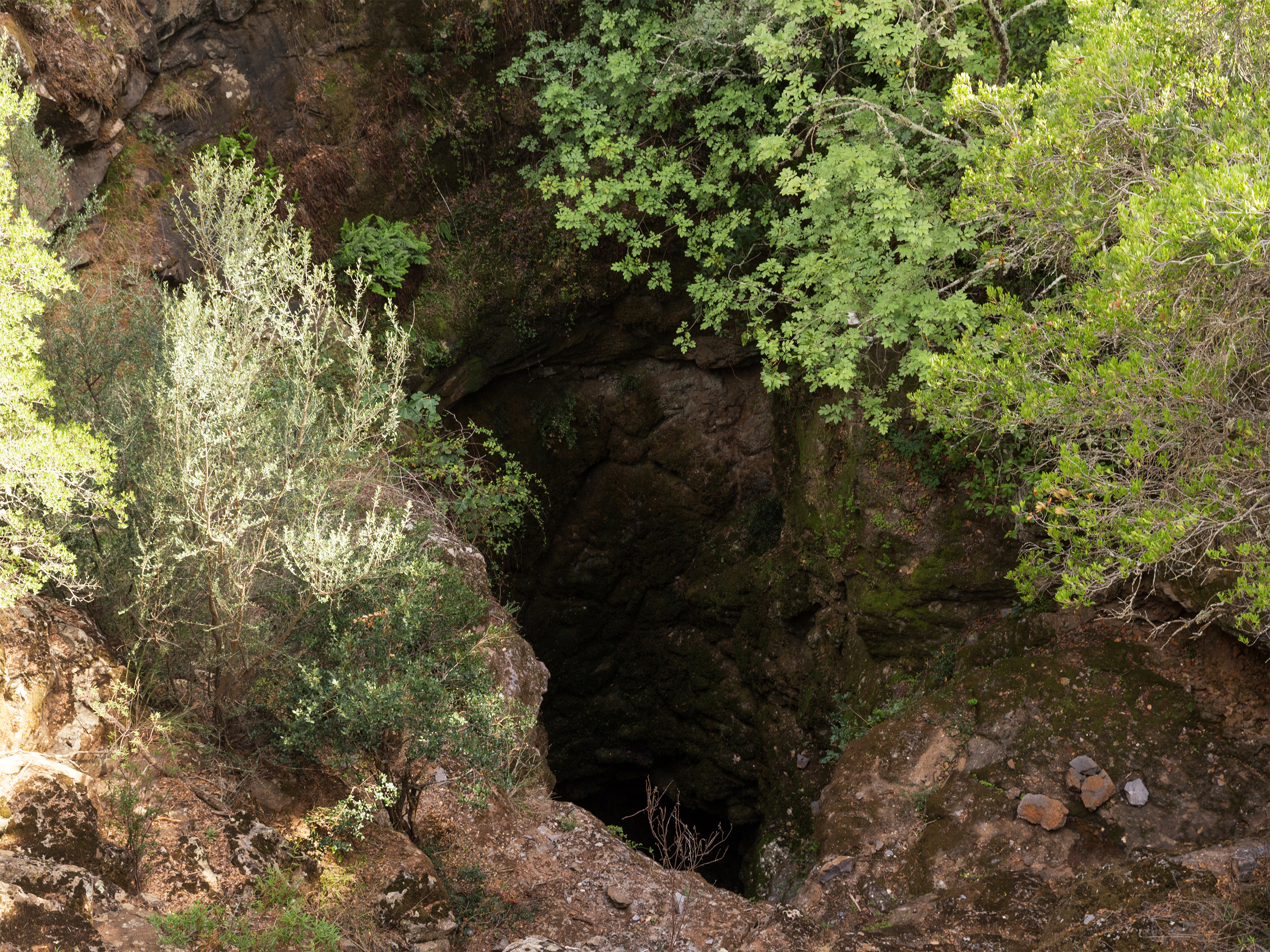
Voragine di Golgo
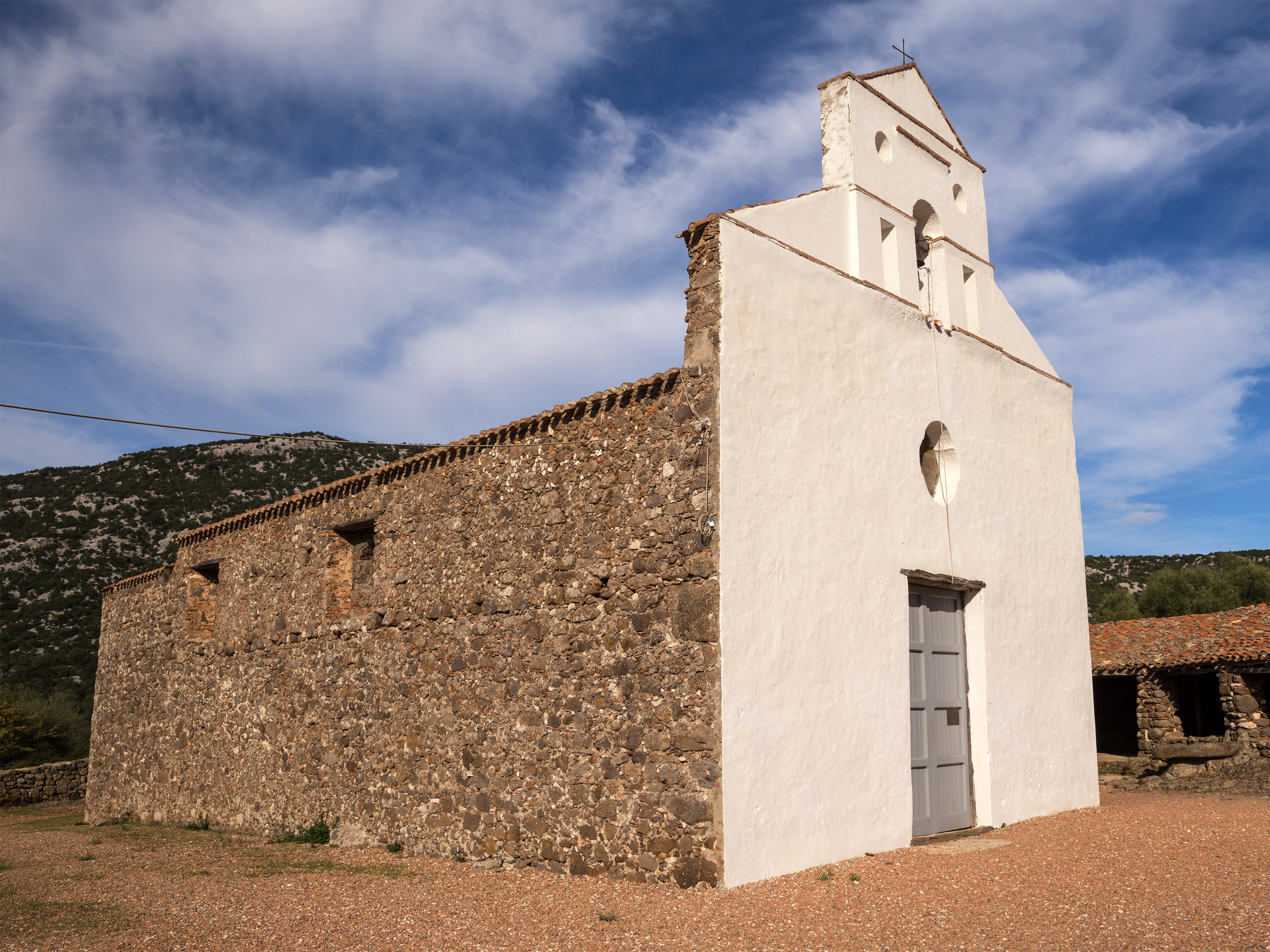
Kirche
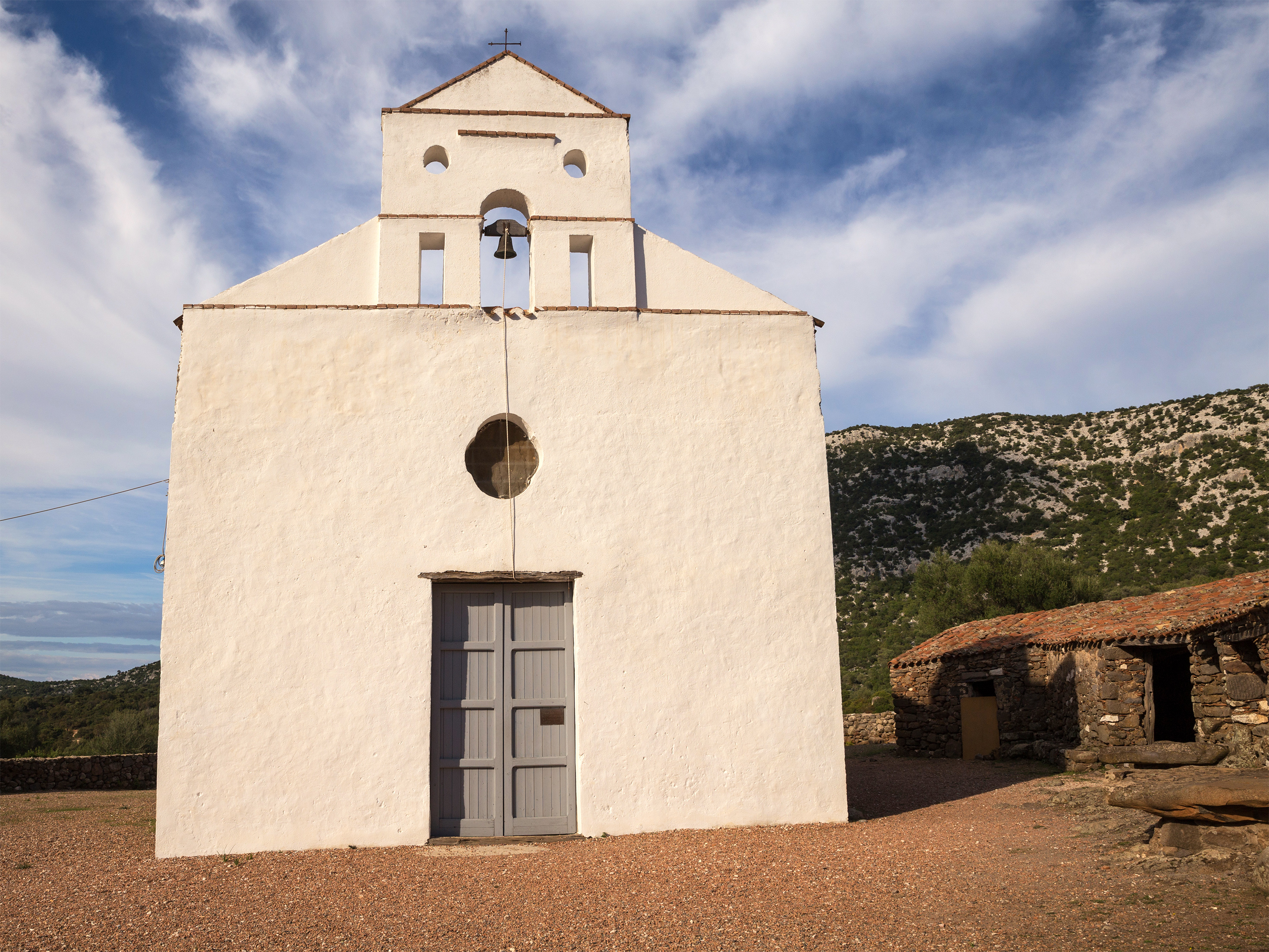
Kirche
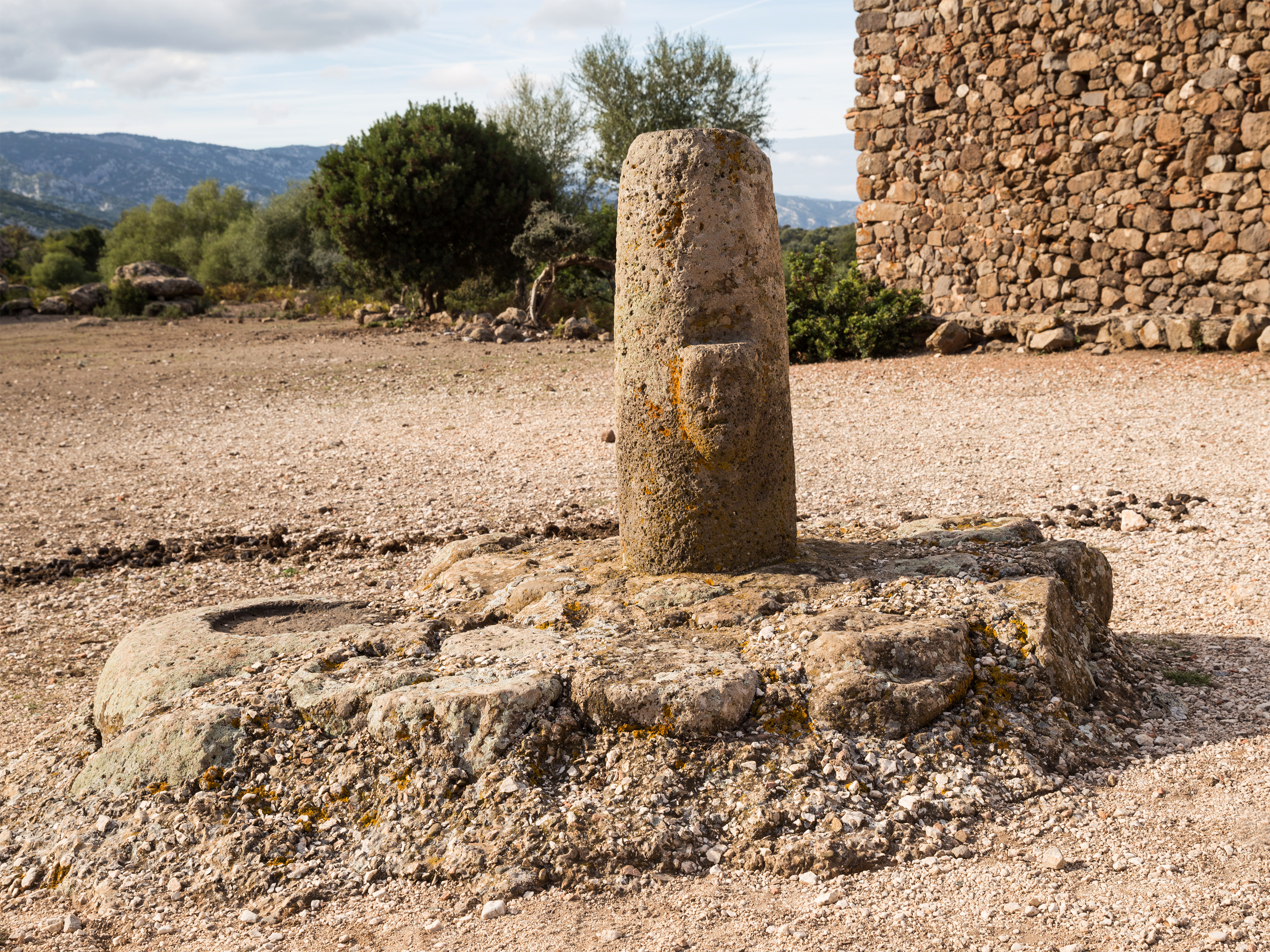
Baityloi

## Umgebung
Südlich der Kirche öffnet sich ein fast 300 m tiefer Karstschlund, Su Sterru oder „Voragine del Golgo“, der eines der tiefsten Täler im mediterranen Raum bildet. In der Nähe befinden sich Granitbrüche.